# Хотово (Болгария)
Хотово (болг. Хотово) — село в Благоевградской области Болгарии. Входит в состав общины Сандански. Находится примерно в 8 км к юго-востоку от центра города Сандански и примерно в 61 км к югу от центра города Благоевград. По данным переписи населения 2011 года, в селе  проживало 99 человек, преобладающая национальность — болгары.

## Население
| Год     | 1934 | 1946 | 1956 | 1965 | 1975 | 1985 | 1992 | 2001 | 2011 |
| ------- | ---- | ---- | ---- | ---- | ---- | ---- | ---- | ---- | ---- |
| Жителей | 457  | 474  | 452  | 433  | 303  | 219  | 172  | 158  | 99   |

|  |